# Lepthyphantes alpinus
Lepthyphantes alpinus är en spindelart som först beskrevs av James Henry Emerton 1882.  Lepthyphantes alpinus ingår i släktet Lepthyphantes och familjen täckvävarspindlar. Inga underarter finns listade i Catalogue of Life.